# Театральна площа (Євпаторія)
45°11′26″ пн. ш. 33°22′7″ сх. д. / 45.19056° пн. ш. 33.36861° сх. д.
Театральна площа — головна (центральна) площа міста Євпаторія, назва походить від розташованого на площі театру. Під час курортного сезону площа є місцем проведення різноманітних подій і святкових заходів. Площа оточена з усіх сторін різними архітектурними будівлями, міським театром, парком, центральною бібліотекою імені Олександра Пушкіна, будівлею міської ради, пам'ятною стіною з історичними відомостями і барельєфами на тематику «Євпаторії — 2500 років». У стіну вмонтовано «вічний вогонь», привезений з Греції з нагоди ювілею заснування міста грецькими колоністами.

## Будівлі
- Євпаторійський театр імені О. Пушкіна
- Центральна міська бібліотека імені О. Пушкіна